# Stallkompisar
Stallkompisar är en serie böcker skriven av Bonnie Bryant som handlar om tre hästtjejer - Carole, Stephanie (i tv-serien kallad Stevie) och Lisa - och deras äventyr med hästar, fiender och kompisar på ridskolan Pine Hollow. De tre tjejerna bildar tillsammans Sadelklubben. Serien finns både som böcker och tv-avsnitt. Böckerna ges ut i svensk översättning av B. Wahlströms bokförlag.

## Böcker
- Hästar är allt
- Aldrig mer hästar
- Hästsommar
- Den stora tävlingen
- Carole får problem
- Till häst i New York
- Ovänner i stallet
- Sadelklubben på ridläger
- Ett föl i fara
- Rodeo-ryttarna
- Rida för livet
- De stulna hästarna
- Filmstjärna till häst
- Den förbjudna ritten